# Iwanowo (Ruciane-Nida)
Iwanowo (deutsch Iwanowen, 1874 bis 1929 Schlößchen-Iwanowen) ist ein kleiner Ort in der polnischen Woiwodschaft Ermland-Masuren. Er gehört zur Gmina Ruciane-Nida (Stadt- und Landgemeinde Rudczanny/Niedersee-Nieden) im Powiat Piski (Kreis Johannisburg).

## Geographische Lage
Iwanowo liegt im Südosten der Woiwodschaft Ermland-Masuren, 23 Kilometer südöstlich der früheren Kreisstadt Sensburg (polnisch Mrągowo) und 23 Kilometer nordwestlich der heutigen Kreismetropole Pisz (deutsch Johannisburg).

## Geschichte
Das einstige Iwanowen kann eine Gründung der Sekte der Philipponen in den 1830er Jahren sein. Gesichert ist, dass am 11. Juli 1874 die beiden Forstkolonien Iwanowen und Schlößchen (polnisch Zameczek), die zum Forstgutsbezirk Krutinnen (polnisch Krutyń) gehörten, zur neuen Landgemeinde „Schlößchen-Iwanowen“ zusammengeschlossen und in den Amtsbezirk Ukta eingegliedert wurden. Dieser war bis 1945 Teil des Kreises Sensburg im Regierungsbezirk Gumbinnen (ab 1905: Regierungsbezirk Allenstein) in der preußischen Provinz Ostpreußen. Die Landgemeinde Schlößchen-Iwanowen wurde am 26. August 1929 in „Schlößchen“ (ohne Zusatz) umbenannt. Iwanowen ging – nunmehr nur Ortsteil – in der Gemeinde auf.
1945 kam die Gemeinde Schlößchen in Kriegsfolge mit dem gesamten südlichen Ostpreußen zu Polen. Schlößchen und das einstige Iwanowen wurden wieder getrennt. Schlößchen erhielt die polnische Namensform Zameczek, und Iwanowen heißt jetzt „Iwanowo“. Der Ort ist wie Zameczek in den Verbund der Stadt- und Landgemeinde Ruciane-Nida (Rudczanny/Niedersee-Nieden) im Powiat Piski (Kreis Johannisburg) eingeschlossen, bis 1998 zur Woiwodschaft Suwałki, seither zur Woiwodschaft Ermland-Masuren zugehörig.

## Religionen
Bis 1945 war Iwanowen – auch als Ortsteil der Gemeinde Schlößchen-Iwanowen bzw. Schlößchen – in die evangelische Kirche Alt Ukta in der Kirchenprovinz Ostpreußen der Kirche der Altpreußischen Union bzw. in die römisch-katholische Kirche Sensburg im Bistum Ermland eingepfarrt. 
Heute gehört der Ort für beide Konfessionen nach Ukta: zur katholischen Kreuzerhöhungskirchenpfarrei, jetzt im Bistum Ełk der Römisch-katholischen Kirche in Polen, und zur evangelischen Petrikirche, deren Pfarrei sich allerdings in Mikołajki (Nikolaiken) in der Diözese Masuren der Evangelisch-Augsburgischen Kirche in Polen befindet.

## Verkehr
Iwanowo liegt an einer Nebenstraße, die von der Woiwodschaftsstraße 610 bei Gałkowo (Galkowen, 1938 bis 1945 Nickelshorst) bis nach Wojnowo (Eckertsdorf) führt. 